# Malax
Malax (in finlandese Maalahti) è un comune finlandese di 5479 abitanti, situato nella regione dell'Ostrobotnia. Su un isolotto roccioso situato di fronte a Malax si trova il faro di Strömmingsbådan.

## Società

### Lingue e dialetti
Le lingue ufficiali di Malax sono lo svedese ed il finlandese, e 4,0% parlano altre lingue.
| %     | Ripartizione linguistica (gruppi principali) |
| ----- | -------------------------------------------- |
| 86,5% | madrelingua svedese                          |
| 9,5%  | madrelingua finlandese                       |